# Dyenmonus cristipennis
Dyenmonus cristipennis là một loài bọ cánh cứng trong họ Cerambycidae.